# Karl von Stengel (General)

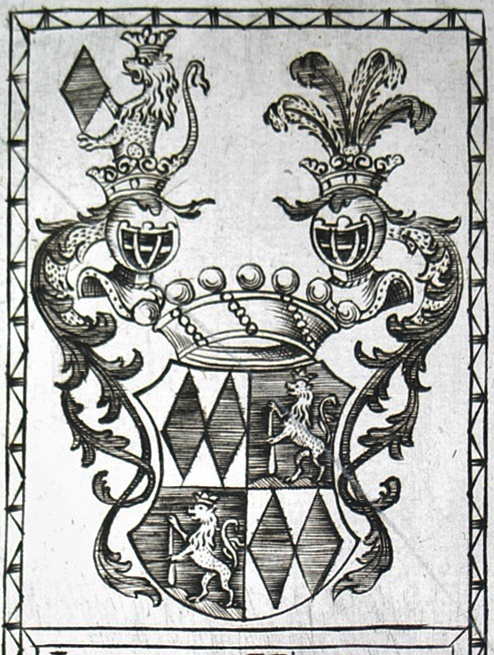
Wappen der Freiherrn von Stengel

Karl Leopold Freiherr von Stengel (* 9. August 1765 in Mannheim; † 20. April 1818 in München) war ein deutscher Generalmajor der bayerischen Armee.

## Leben
Karl von Stengel war der Sohn des kurpfälzischen Staatsrates Johann Georg Anton Freiherr von Stengel (1721–1798) und dessen Gattin Maria Christine Edle von Hauer.
1783 war er Unterleutnant im 3. Grenadier-Regiment, 1795 bis 1799 Major im 5. Regiment, 1800 im 7. Regiment. Im Zweiten Koalitionskrieg führte von Stengel das Feldbataillon des 7. Regiments an. In der Schlacht bei Hohenlinden am 3. Dezember 1800 rettete er seine Truppe vor der Gefangennahme durch die Französische Rheinarmee.
Am 19. März 1802 wurde er zum 4. leichten Bataillon versetzt. Dort erhielt er am 27. März das Kommando, nachdem er seit 1803 Oberstleutnant war. Anfang Dezember 1805 war sein Bataillon an einem Gefecht zwischen etwa 1.600 französischen und bayerischen Soldaten  bei Stöcken beteiligt. Dieses Gefecht war Folge der Schlacht bei Austerlitz.
Ab 23. September 1806 (bis 1. April 1809) war von Stengel Oberst und Kommandant des 7. Regiments, mit dem er an mehreren Gefechten gegen die Preußische Armee beteiligt war. Am 1. April 1809 wurde er zum Generalmajor ernannt und kommandierte während eines Feldzugs die 2. Brigade der 1. Division Kronprinz Ludwig.
Sechs Jahre vor seinem Tod wurde Karl Freiherr von Stengel 1812 pensioniert.
Am 19. August 1816 wurde er zum ersten Rat und Dirigenten der Regierung des bayerischen Rheinkreises ernannt, zuvor hatte er schon der österreichisch-bayerischen  Gemeinschaftlichen Landes-Administrations-Kommission angehört.

## Ehrungen
- Eine Kaserne in der Festung Germersheim erhielt von Ludwig I. von Bayern die Benennung „Stengelkaserne“[4] (1842)
- In Germersheim gibt es zudem die bei der Kaserne liegende Straße An der Stengelkaserne